# شرق جوبا الإيطالية
شرق جوبا الإيطالية  (بالصومالية: Bariga Juba)‏ كانت مستعمرة إيطالية في إقليم جوبالاند في جنوب الصومال استمرت من عام 1924 حتى عام 1926، وتم دمجها في أرض الصومال الإيطالية. شرق جوبا الإيطالية وهو الاسم السابق لجوبالاند، وهي ولاية عضو فيدرالية في الصومال.

## التاريخ

### جوبالاند

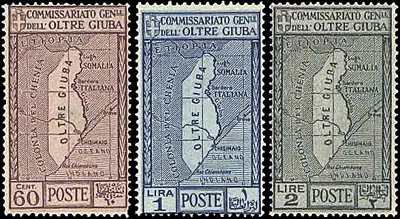
طوابع شرق جوبا الإيطالية في 1926

تأسست جوبا الإيطالية في عام 1924، بعد أن تنازلت المملكة المتحدة عن الجزء الشمالي من منطقة جوبالاند لإيطاليا كمكافأة للإيطاليين الذين انضموا إلى الحلفاء في الحرب العالمية الأولى. بعد ذلك، كان للإقليم وجود قصير مثل ترانس جوبا أولتر جوبا تحت حكم الحاكم كورادو زولي من 16 يوليو 1924 إلى 31 ديسمبر 1926
أصدرت إيطاليا أول طوابع بريدية للمستعمرة الجديدة في 29 يوليو 1925، وتتألف من طوابع إيطالية مطبوعة فوق ما وراء جوبا. احتفظت بريطانيا بالسيطرة على النصف الجنوبي من إقليم جوبالاند المقسم، والذي سمي فيما بعد منطقة الحدود الشمالية.
في عام 1925، بعد عام من تشكيلها، تم دمج شرق جوبا في أرض الصومال الإيطالية.
كانت المستعمرة تبلغ مساحتها الإجمالية 87000 كيلومتر مربع 33000 ميل مربع، وفي عام 1926، بلغ عدد سكانها 120 ألف نسمة. في العاصمة كسمايو، كانت هناك مجموعة صغيرة من المستوطنين الإيطاليين، معظمهم من التجار. خلال هذه الفترة، كانت المدينة ثالث أكبر مدينة في الصومال وكانت بمثابة ميناء لانتظار السفن العسكرية الصغيرة.

### جزر باجوني
كانت جزر باجوني جزءًا من إفريقيا البريطانية حتى الحرب العالمية الأولى. تم نقلها إلى إيطاليا في عام 1926.